# TechRadar
TechRadar é um periódico online focado em tecnologia lançado em 2008, com equipes editoriais nos Estados Unidos, Reino Unido, Austrália e Índia. Ele fornece notícias e análises de produtos de tecnologia.
O TechRadar é de propriedade da Future plc, a sexta maior editora do Reino Unido. No quarto trimestre de 2017, o TechRadar entrou no top 100 do US Media Publications Rankings da Similarweb como o 93.º maior site de mídia nos Estados Unidos.
Desde janeiro de 2018, SimilarWeb classificou o TechRadar como o 10.º sítio de tecnologia mais popular globalmente, com mais de 73 milhões de leitores por mês.